# پارک ملی اوکشتییا
پارک ملی اوکشتییا (به لاتین: Aukštaitija National Park) یک پارک ملی در لیتوانی است که در لیتوانی واقع شده‌است.